# Lista regiunilor din statul Victoria

### Regiuni rurale:
| 1. Alpine 2. Ararat 3. Ballarat 4. Bass Coast 5. Baw Baw 6. Benalla 7. Buloke 8. Campaspe 9. Central Goldfields 10. Colac Otway 11. Corangamite 12. East Gippsland 13. Gannawarra 14. Glenelg 15. Golden Plains 16. Greater Bendigo 17. Greater Geelong 18. Greater Shepparton 19. Hepburn 20. Hindmarsh 21. Horsham 22. Indigo 23. Latrobe 24. Loddon | 1. Macedon Ranges 2. Mansfield 3. Mildura 4. Mitchell 5. Moira 6. Moorabool 7. Mount Alexander 8. Moyne 9. Murrindindi 10. Northern Grampians 11. Pyrenees 12. Queenscliffe 13. South Gippsland 14. Southern Grampians 15. Strathbogie 16. Surf Coast 17. Swan Hill 18. Towong 19. Wangaratta 20. Warrnambool 21. Wellington 22. West Wimmera 23. Wodonga 24. Yarriambiack |

### Regiuni și suburbii ce aparțin deMelbourne:
| 1. Banyule 2. Bayside 3. Boroondara 4. Brimbank 5. Cardinia 6. Casey 7. Darebin 8. Frankston 9. Glen Eira 10. Greater Dandenong 11. Hobsons Bay 12. Hume 13. Kingston 14. Knox 15. Manningham | 1. Maroondah 2. Maribyrnong 3. Melbourne 4. Melton 5. Monash 6. Moonee Valley 7. Moreland 8. Mornington Peninsula 9. Nillumbik 10. Port Phillip 11. Stonnington 12. Whitehorse 13. Whittlesea 14. Wyndham 15. Yarra 16. Yarra Ranges |